# Margery Fish
Margery Townshend Fish (5 de agosto de 1892 – 24 de marzo de 1969) fue una horticultora, jardinera y escritora de jardinería inglesa, quién ejercitó una influencia fuerte en informales jardines cottage como estilo de jardín. Sus creaciones de jardín tienen Grado I de estatus, Heritage British.

## Biografía
Margery Townshend nació el 5 de agosto de 1892 en Stamford Hill, ahora parte del Burgo de Hackney, segunda de las cuatro hijas de Ernest Townshend (-1926) un viajero comisionista en té, y su mujer Florence Buttfield (-1920).
Fue educada en los Friends School Saffron Walden y en un instituto de secretariado, antes de trabajar por veinte años en Fleet Street, inicialmente con revistas de campo y luego con Associated Newspapers. Allí acompañaría a Lord Northcliffe en una misión de guerra a EE. UU. en 1916; y, posteriormente trabajó como secretaria de seis editores sucesivos del Daily Mail, el último con el viudo Walter Fish, casándose con él, en 1933, tres años después de jubilarse el Sr. Fish. Durante y después de su período con los periódicos asociados ella escribió para varios revistas y periódicos, incluyendo The Field.
Una visita a Alemania, en 1937, convenció a Walter Fish de que la guerra era inevitable y debían trasladarse al país. Ellos finalmente compraron la finca Lambrook Manor en la Parroquia Somerset de Kingsbury en noviembre de 1938. La casa, designada edificio grado II de la Lista, en 1959, fue construida de roca de la cantera de Somerset en los siglos 15 y 16 y tenía 0,9 ha de tierras.

## Jardinería
Margery era novata en jardinería, mas sabía que quería un jardín informal utilizando flores de jardín de cottage, al mismo tiempo que permitía también el autodesarrollo y la autosiembra de plantas nativas. Así, su interés floral, apareció para siempre. Su marido, por otra parte, prefería un estilo más formal, sin exhibiciones extravagantes de flores del verano. La batalla de voluntades, entre ellos, fue descrita en el primero de sus libros de jardinería, "We Made a Garden" (1956) que trata tanto de un matrimonio difícil como de las dificultades de comenzar un jardín desde cero.
Sólo después de que la muerte de Walter en 1947, podría Margery implementar sus ideas y desarrollar sus habilidades como viverista. Así, se interesó sobre todo en hellebores verdes fuera de moda y otras flores de primavera umbrosas; buscando hacerlas crecer en grietas y huecos. Pronto tuvo un grupo de corresponsales, con quienes intercambió ideas y material vegetal raro. Entre ellos se encontraban Lawrence Johnston de Hidcote Manor, Gloucestershire, la diseñadora de jardines Nancy Lindsay y la vecina de Somerset Violet Clive de Brympton d'Evercy, una jardinera igualmente apasionada. A finales de los años 50, el jardín de Lambrook del este se estaba abriendo al público para la caridad y tenía un pequeño vivero botánico, unido a él. En 1963, recibió la Veitch Medalla Conmemorativa por la Real Sociedad de Horticultura.

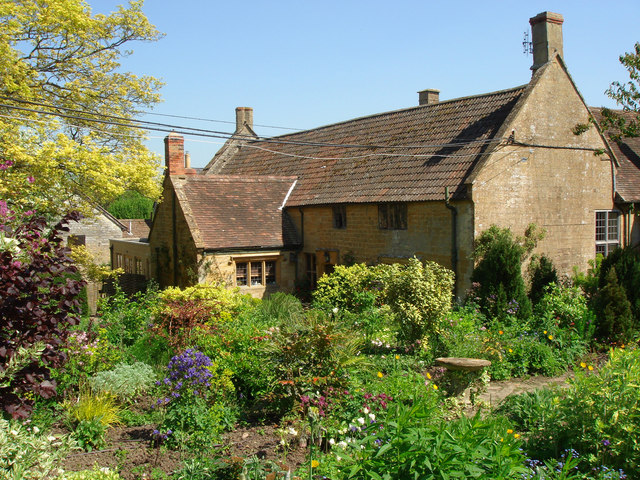
East Lambrook Manor y el jardín, en 2007.

Como dice el sitio web actual del jardín, "Margery Fish desarrolló un estilo de jardinería en sintonía con los tiempos: la Segunda Guerra Mundial había hecho que la mano de obra fuera escasa y costosa; y, ya no era una realidad pagar equipos de jardineros. Los jardines tuvieron que cambiar. Mientras que el estilo del jardín cottage era ya evidente en Hidcote y Sissinghurst, éstos eran jardines que todavía requerían jardineros pagos. Lo que la señora Fish creó en East Lambrook Manor, era un gran jardín cottage a escala doméstica." El jardín fue galardonado dándole el Grado I de estatus por el Heritage inglés en 1992.
Por muchos años, Fish de hecho utilizó muy poca ayuda de jardinería. Ella trabajaba 18 horas al día, en el desarrollo y mantenimiento del jardín, incluso haciendo muros de piedra y caminos, colocándolos por sí misma. Su jardín de plata absorbía el calor del día (y su humedad) y para su sombreado jardín corría un arroyo detrás de una vieja maltería. El ajenjo de hojas de plata Artemisia absinthium es todavía una variedad popular. Otras variedades nombradas después de su jardín incluye Euphorbia characias ssp. wulfenii 'Lambrook Oro', el espliego de algodón Santolina chamaecyparissus 'Lambrook Plata', y la prímula 'Lambrook Mauve'.
Hay variedades de Pulmonaria, Penstemon, Bergenia, Dicentra, Hebe, Euphorbia characias y Hemerocallis. Se le atribuye acertadamente el haber nombrado a una variedad de Astrantia como subespecie involucrata 'Shaggy' que había descubierto en su jardín.
Margery se convirtió en una ávida galantófila. Su libro "A Flower for Every Day" (Una Flor para Todos los días) incluye un relato de gigantes variedades de snowdrop 'S. Arnott', exhibido en 1951, en una exposición de la Real Sociedad de Horticultura y adquirido por ella de una empresa especializada. Se explicó en 2008, que aún hay 60 diferentes variedades de Galanthus nivalis creciendo en Lambrook East. Varias variedades de snowdrop descubiertas en el "jardín cottage" en Lambrook, desde la muerte de Margery Fish han sido nombradas y descritas.

## Escritura
Además de escribir ocho libros suyos, Margery contribuyó al Oxford Book of Garden Flowers (1963) y The Shell Gardens Book (1964), y escribió una columna regular en los años 1950s y 1960s para Amateur Gardening y luego Popular Gardening. Ella también hizo apariciones regulares en radio; y, daba conferencias. Una base de datos compilada en los años 90, de cada especie que ella mencionaba en la impresión, contiene 6500 artículos, incluyendo 200 variedades únicas del snowdrop. Michael Pollan, al revisar la edición de 1996 de la primera edición estadounidense de 'We Made a Garden', llamó a Fish, "la más agradable de los escritores de jardinería, poseía una voz modesta y engañosamente simple que lograba recubrir delicadamente las memorias con horticultura."

## Legado
Margery falleció en el Hospital South Petherton, Somerset, el 24 de marzo de 1969, dejando su casa y jardín a su sobrino, Henry Boyd-Carpenter. Y, él y otros familiares mantuvieron bien el jardín y extendieron el vivero.
```
Lo vendieron en 1985, y los siguientes dueños, Andrew y Dodo Norton, mantuvieron el jardín y el vivero y continuaron desarrollando el legado de Margery Fish, antes de venderlo a la familia Williams en 1999.
[
12
]
```

Aun así, según David St John Thomas, en 2004, "fue un milagro que [el jardín] sobreviviera indemne." Robert y Mary Anne Williams lo compraron después de visitar la casa y el jardín, en la oscuridad; y, no tenían ni idea de la importancia del jardín, con sus dos jardineros de larga data, ni sobre Margaret. Aun así, Robert completó un curso del Royal Horticultural College; y, pronto empleaban 28 personas, con un tearoom, tienda y galería de arte.
Sus actuales dueños, Gail y Mike Werkmeister, lo adquirieron en 2008. El jardín abre al público regularmente y algunos cursos de horticultura de la Real Sociedad Hortícola y de Yeovil College se realizan allí.

## Libros
- We Made a Garden, 1956
- A Flower for Every Day, 1958
- Cottage Garden Flowers, 1961
- Ground Cover Plants, 1963
- Gardening in the Shade, 1964
- An All the Year Garden, 1966
- Carefree Gardening, 1966
- Gardening on Clay and Lime, 1970[10]

Todos los títulos han sido reimpresos en varias formas, y varias veces. Muchos han sido traducidos al alemán, neerlandés, italiano y otras lenguas.